# José Félix Garay Figueroa
José Félix Garay Figueroa (La Unión, 21 de mayo de 1910 - Santiago, 20 de noviembre de 1997) fue un Médico Cirujano y político chileno, miembro del Partido Demócrata Cristiano (PDC).

## Biografía
Nació en La Unión el 21 de mayo de 1910. Hijo de Miguel Ángel Garay Burr y de Lidia Figueroa Bielefelt. Falleció el 20 de noviembre de 1997 en Santiago.
Casado con Irma King Grassau, tuvo una hija llamada María Consuelo Garay King.
Realizó sus estudios primarios y secundarios en el Colegio San Pedro Nolasco y en el Liceo de Aplicación. Al finalizar su etapa escolar, ingresó a la Universidad de Chile, donde se tituló de médico cirujano en 1936. El 15 de diciembre de 1957 obtuvo la especialidad en Salud Pública.

### Vida pública
En 1932 fue cofundador de la Liga Social de Chile y al año siguiente, colaboró con la fundación del Partido Corporativo Popular. Finalmente, en 1957 participó en la creación del Partido Demócrata Cristiano en el que permaneció hasta su muerte. En esta colectividad ocupó el puesto de consejero nacional, entre 1964 y 1965.
En las elecciones parlamentarias de 1965 fue elegido Diputado por la 25ª Agrupación Departamental "Ancud, Castro, Quinchao y Palena". Integró las Comisiones de Asistencia Médico-Social e Higiene; de Gobierno Interior; de Economía y Comercio; de Hacienda; de Agricultura y Colonización; y de Vías y Obras Públicas. Fue miembro de la Comisión Especial de Deportes (1965); para combatir el alcoholismo (1965 y 1967); de desarrollo económico de las Provincias de Chiloé, Aysén y Magallanes (1965-1996); y Especial Investigadora del Fútbol (1967-1968). En las elecciones parlamentarias de 1969 se postuló a Senador por la Décima Agrupación Provincial de Chiloé, Aysén y Magallanes, sin resultar electo. Fue quien propuso construir un puente sobre el canal de Chacao, para unir la Isla Grande de Chiloé al continente.
En las elecciones parlamentarias de 1973 fue elegido Diputado por la 25ª Agrupación Departamental "Ancud, Castro, Quinchao y Palena". Se integró a las Comisiones de Defensa Nacional; de Educación Física y Deportes; y de Integración Latinoamericana. Vio interrumpida su labor legislativa luego del golpe de Estado del 11 de septiembre de 1973 y la consiguiente disolución del Congreso Nacional.

## Historial electoral

### Elecciones parlamentarias de 1969
Elecciones parlamentarias de 1969. Candidato a senador por la Décima Agrupación Provincial de Chiloé, Aysén y Magallanes. Periodo 1969-1973 (fuente: diario El Mercurio, 4 de marzo de 1969).